# Miriam Beizana Vigo
Miriam Beizana Vigo (La Corunya, 20 d'agost de 1990) és una escriptora i crítica literària gallega.

## Vida personal i bibliografia
Treballa en l'administració orientada a la indústria, tot i que escriu des de molt jove. La seua primera novel·la, Marafariña, en part autobiogràfica, relata la història d'amor entre Ruth, una jove testimoni de Jehovà, i Olga, una noia catalana que arriba al llogaret on viu la primera; aquesta novel·la té una seqüela, Inflorescència, publicada tres anys més tard. Totes les hores moren és una novel·la curta que, en la ficció, l'escriu Olga a partir d'unes pàgines que comença la seua mare. També ha escrit un assaig sobre el cantant de pop Tino Casal.
Tot i que en la seua obra sempre dona protagonisme a les dones (generalment lesbianes), rebutja l'etiqueta de novel·les lèsbiques perquè no són exclusives de persones LGTBI. En les seues paraules:
| « | Crec que cap autora o autor escriu novel·la LGBT pròpiament dita. Escriuen novel·la romàntica, novel·la fantàstica, novel·la intimista, novel·la de ciència-ficció amb una trama que reflecteix algun personatge homosexual. No sé en quina mena de món continuem vivint, que fa que aquesta mena de llibres hagen de tenir un distintiu, com si sols es pogueren enfocar a un públic general. Quina ràbia. Como si fos un problema, una barrera, una marca. Com grinyola. Perquè jo llig més novel·la heterosexual que novel·la lèsbica; sembla, però, que el món heterosexual no puga assumir llegir novel·la lèsbica. | » |

Entre les seues influències hi ha Fannie Flagg, Virginia Woolf, Carmen Laforet, Rosa Montero i Ana María Matute.
Col·labora amb crítiques literàries en el web A Llibreria, i amb articles en el portal de difusió i visibilitat LGTB Hi ha una lesbiana en la meua sopa. També ha publicat diversos relats, particulars o en antologies, com ara Assalt a Oz o 
Misteria I (aquest després de quedar finalista en el premi del mateix nom).
El 2019 publica, amb Maite Mosconi, la seua primera obra infantil, Guerreiras de lenda (Guerreres de llegenda), amb contes i poemes basats en llegendes reals, i activitats interactives.
El 2020 s'edita la seua quarta novel·la, La ferida de la literatura, la primera amb el suport d'un segell editorial. El 2024 va tornar a publicar en gallec (amb Xerais) la seva obra A Soidade das Nenas.

## Premis i reconeixements
- 2n Premi en l'XI Certamen de Contes Interculturals (pel relat El tren)[16]
- Finalista I Premi Misteria 2018 de Les Editorial (pel relat A Raíña (La reina)).[13]
- Una de les 10 guanyadores del concurs de relats curts de fantasia en gallec, Seres máxicos de Galicia e onde atopalos (Éssers màgics de Galícia i on trobar-los), centrat en el món de Harry Potter, pel relat A pastoriña (La pastoreta).[17]

## Obres

### Novel·les
- Beizana Vigo, Miriam. Lektu. Marafariña (en castellà).  Autopublicado, p. 652. ISBN 978-1512227253..
- Beizana Vigo, Miriam. CreateSpace Independent Publishing Platform. Todas las horas mueren (en castellà).  Autopublicado, p. 207. ISBN 978-1536838824.
- Beizana Vigo, Miriam. CreateSpace Independent Publishing Platform. Inflorescencia (en castellà).  Autopublicado, p. 364. ISBN 978-1720316213.
- Beizana Vigo, Miriam. La herida de la literatura (en castellà).  LES Editorial, p. 326. ISBN 978-8417829186.
- Beizana Vigo, Miriam. A soidade das nenas (en gallego).  Xerais, 7 de març de 2024, p. 296. ISBN 978-8411104975.

### Assaigs
- Navarro Asensio, Pep; Beizana Vigo, Miriam. Tino Casal. Tal como fue (en castellà).  Autopublicado, p. 440. ISBN 978-1530801527.

### Relats

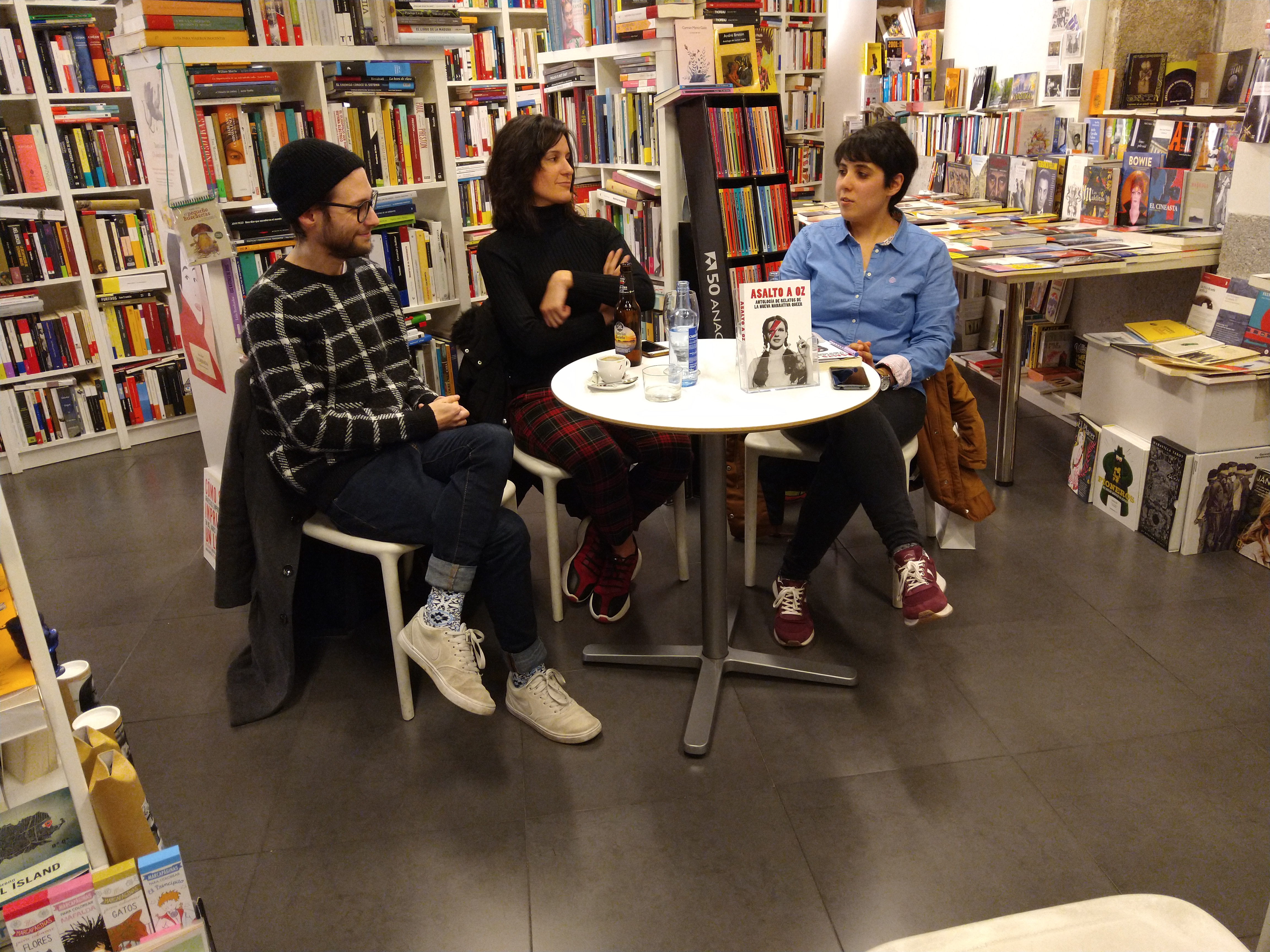
Amb Álvaro Domínguez i Bàrbara González Vilariño, en la presentació dAssalt a Oz

- Beizana Vigo, Miriam; Catalá, Marta; Col, Valerie; Dutie, Thais; Egea, Vanessa. HULEMS. Cada día me gustas más (Relato: Ensayo sobre la fragilidad del amor) (en castellà).  Createspace Independent Pub, p. 160. ISBN 978-1540804501.
- Abril, Adrián; Almarza González, Rubén; Arana Ontiveros, Alexandro; Arias de la Cruz, Sonia; Arrabal Carrión, David. Playa de Ákaba. Personajes de novela (Relato: El peso de las lágrimas en el corazón) (en castellà).  Createspace Independent Pub. ISBN 978-8494625428.
- Beizana Vigo, Miriam. El tren (en castellà).  Lektu.
- Beizana Vigo, Miriam. «Mangas Verdes» (en castellà). Editorial Cerbero. [Consulta: 3 març 2019].
- Beizana Vigo, Miriam. «El tiempo de las cerezas» (en castellà). Libros Prohibidos. [Consulta: 3 març 2019].
- Beizana Vigo, Miriam; Buedo, Virginia; Diosdado, Nahikari; Dopazo Lafuente, Daniel; Gonzálvez del Águila, Raúl. Actos de F.E. (Relato: Dor) (en castellà).  Cerbero. ISBN 978-84949845-5-6.
- Arbeteta, Raquel; Beizana Vigo, Miriam; García Ramos, Adriana; Gispert, Teresa; Gonzálvez San Martín, Evelyn. Misteria I (Relato: A Raíña) (en castellà).  LES, p. 312. ISBN 978-84-949350-7-7.
- Beizana Vigo, Miriam; de la Cruz Ventosa, Aixa; Domínguez, Álvaro; Duval, Elizabeth; Espirita, Óscar. Asalto a Oz, antología de relatos de la nueva narrativa queer (Relato: Procura olvidarme) (en castellà).  Dos Bigotes, p. 250. ISBN 978-84-120283-9-3.
- Alamillo Sanz, Assela; Aleixandre, Marilar; Álvarez, Miriam; Beizana Vigo, Miriam; Bueno, Teresa. Relatos nada clásicos (Relato: La soledad es fea, y tú no lo eras) (en castellà).  Menades Editorial, p. 206. ISBN 978-84-124505-5-2.

### Obres infantils
- Mosconi, Maite; Beizana Vigo, Miriam. Guerreiras de lenda (en gallego).  Vanir. ISBN 978-84-17932-08-4.